# Mariapaola Fimiani
Mariapaola Fimiani est une philosophe italienne contemporaine. Elle enseigne la philosophie morale à l'Université de Salerne (Italie), dont elle est aussi, depuis 2001, la vice-présidente.

## Biographie
Après une maîtrise en philosophie à l’Université de Naples, Mariapaola Fimiani a étudié Berkeley à Londres avec Thomas Edmund Jessop. Elle a étudié notamment les problèmes de la conscience historique et de l’épistémologie des sciences humaines. Intéressée par la transformation des langages ethno-anthropologiques et les problèmes du nihilisme, elle a publié de nombreuses études sur le monde archaïque, le mythe, le sacré, le don, et, plus en général, les questions éthiques et politiques du post-humain.
Après avoir été, de 1974 à 1986, maître de conférence en philosophie morale, elle devient, en 1986, professeur de philosophie morale à l’Université de Salerne, où elle enseigne dans le cadre du Doctorat « Philosophie de la communauté et ontologie du présent » de l’Istituto Italiano di Scienze Umane.
De 1988 à 2001, elle exerce la fonction de directrice du département de philosophie de cette même université, et depuis 2001, elle en assume la vice-présidence.

## Pensée
Thèmes de recherche
- Empirisme, philosophie de la différence
- Formes de la pensée mythique : symbole, magie, rite, sacré, don, sacrifice
- Éthique du vivant, subjectivation, vie philosophique
- Singularité et communauté

## Publications
Ouvrages en langue italienne
- Futuro logico e tempo storico, Guida, 1974
- George Berkeley. Il nome e l'immagine, Lerici, 1979
- Marcel Mauss e il pensiero dell'origine, Guida, 1984
- Paradossi dell'indifferenza, Franco Angeli, 1994, 160 p. (ISBN 88-204-8462-5)
- (it) L'arcaico e l'attuale. Lévy-Bruhl, Mauss, Foucault, Turin, Bollati Boringhieri, coll. « Saggi », 2000, 292 p. (ISBN 88-339-1234-5)
- (it) Philia, Naples, La città del sole, coll. « Il Pensiero e la Storia », 2001, 365 p. (ISBN 88-8292-131-X)
- Antropologia filosofica, Rome, Editori Riuniti, coll. « Capire. Le filosofie », 2005, 159 p. (ISBN 88-359-5650-1)
- Erotica e retorica. Foucault e la lotta per il riconoscimento, Ombre Corte, coll. « Cartografie », 2007, 153 p. (ISBN 978-88-95366-12-8 et 88-95366-12-3)

Ouvrages en langue française
- Foucault et Kant : critique, clinique, éthique, traduit de l'italien par Nadine Le Lirzin, Paris, L'Harmattan, coll. « L'Ouverture philosophique », 1998, 144 p.  (ISBN 2738472117)
- Lévy-Bruhl : la différence et l'archaïque, traduit de l'italien par Nadine Le Lirzin, Paris, L'Harmattan, coll. « L'Ouverture philosophique », 2000, 140 p.  (ISBN 2738494013)
- Érotique et Rhétorique : Foucault et la lutte pour la reconnaissance, traduit de l'italien par Nadine Le Lirzin, Paris, L'Harmattan, coll. « L'Ouverture philosophique », 2009, 178 p.  (ISBN 9782296106840)

Contributions à des ouvrages collectifs
- Critique, clinique, esthétique de l'existence, in Id. et al., sous la dir. de Lucio D'Alessandro et Adolfo Marino, Michel Foucault : trajectoires au cœur du présent, traduit de l'italien par Francesco Paolo Adorno et Nadine Le Lirzin, Paris, L'Harmattan, coll. « L'Ouverture philosophique », 1998, p. 61-92  (ISBN 2738468101)
- Le Véritable Amour et le Souci commun du monde, in Id. et al., sous la dir. de Frédéric Gros, Foucault : le courage de la vérité, Paris, PUF, coll. « Débats philosophiques », 2002, p. 87-127  (ISBN 2130523315)